# Camponotus lutzi
Camponotus lutzi é uma espécie de inseto do gênero Camponotus, pertencente à família Formicidae.